# Glauburg
Glauburg é um município da Alemanha, situado no distrito de Wetterau, no estado de Hesse. Tem 12,67 km² de área, e sua população em 2019 foi estimada em 3.034 habitantes.